# Gissemands Kærlighedshistorie
Gissemands Kærlighedshistorie er en dansk stumfilm fra 1914, der er instrueret af Alfred Cohn efter manuskript af Eigil Munk.

## Handling
Denne artikel mangler et handlingsreferat. Hjælp os med at skrive det.

## Medvirkende
- Holger Pedersen - Hr. Petersen
- Carl Schenstrøm - Naalemann
- Lauritz Olsen - Tychsen, grosserer
- Agnes Lorentzen - Fru Tychsen
- Ebba Lorentzen - Agathe, Tychsens datter
- Aage Lorentzen
- Mathilde Felumb Friis